# Barquín
Barquín o Barkin (grafía vasca actual) es un apellido vasco originario de la provincia de Vizcaya, muy extendido en dicha provincia así como en la vecina comunidad autónoma de Cantabria, estando también presente en otras zonas de España y Latinoamérica escrito principalmente como "Barquín". Se considera que este apellido está relacionado y puede tratarse de una forma simplificada del apellido Ibarguín o Ibargüen (poco comunes en la actualidad).

## Personas
- Pedro Zaballa Barquín: futbolista de Castro-Urdiales
- Francisco Bilbao Barquín: escritor y político chileno
- Ramón Barquín: militar cubano
- Celia Barquín Arozamena: golfista española
- Susanna Barquín i Castany: escritora y periodista en lengua catalana
- Amelia Barquín: profesora en la Universidad de Mondragón

## Apellido hebreo homónimo
Existe también un apellido homónimo de origen judío, procedente del armenio Բարկին (Barkin), y este a su vez del hebreo בַּרקין escrito actualmente como "Barkin", que se encuentra bastante presente en Estados Unidos, en Bielorrusia (en alfabeto cirílico: Баркин), en la Provincia de Esmirna (Turquía) y en su forma hebrea original בַּרקין en Israel.
Dada la similitud de dicho apellido hebreo con el apellido "Barquín", y debido a la presencia del apellido "Barquín" en el Valle del Pas desde el siglo XVIII, unido a la existencia de teorías que sostienen que muchos pasiegos actuales son descendientes de judíos que huyeron de la persecución antisemita procedentes desde otras zonas de España, ha dado lugar a que en ocasiones se le haya atribuido un origen judío-sefardí al apellido "Barquín", cuando en realidad el origen de este es vizcaíno y no judío.
Por ello, la idea de un origen hebreo del apellido "Barquín" presente en el Valle del Pas es infundada. Acerca de los mitos sobre los apellidos presentes en este valle existe un estudio muy completo de Jesús Saenz que desmonta las posibles raíces judías de los pasiegos, entre otros falsos tópicos. Desde hace años se han propagado aparentes listas de apellidos judíos, sobre todo a raíz de la concesión de la doble nacionalidad a descendientes sefardíes que han sido denunciadas y desmentidas por el Ministerio de Asuntos Exteriores de España. La falacia respecto a la existencia de ese apellido supuestamente sefardí no se sustenta puesto que los no conversos fueron expulsados y los que se convirtieron optaron por cambiar sus apellidos. Un ejemplo palmario lo constituye el caso del rabí mayor de Castilla que en 1492 tomó el nombre de Fernán Nuñez Coronel y abandonó su nombre original Abraham Seneor y su yerno, que de llamarse Mayr Melamed, pasó a nominarse Fernán Pérez Coronel. Y así sucedió con el resto de conversos que abandonaron sus nombres y eligieron apellidos y nombres cristianos.